# Algirdas Kudzys
Algirdas Kudzys (* 24. Juli 1956 in Kaunas, Litauische SSR) ist ein litauischer Politiker.

## Leben
Nach dem Abitur 1974 an der 22. Mittelschule Vilnius absolvierte er 1979 mit Auszeichnung ein Studium des Bauingenieurwesens am Vilniaus inžinerinis statybos institutas und 1985 promovierte am Bauinstitut Kaunas. Ab 1990 studierte er in Japan. 1995 wurde er an der Universität Hokkaidō promoviert und habilitierte 2000 an der Vilniaus Gedimino technikos universitetas. Er ist Professor an der Fakultät für Architektur an der VGTU.
2000 war er erster stellvertretender Bürgermeister von Vilnius, von 2000 bis 2001 Leiter des Bezirks Vilnius, von 2002 bis 2006 Botschafter.

## Bibliografie
- Mūrinės konstrukcijos, 1986
- Gelžbetoninės ir mūrinės konstrukcijos, su Antanu Kudziu, 1 d. 1988 m., rusų kalba
- Gelžbetoninės ir mūrinės konstrukcijos, su kitais, 1992
- Konstrukcinė daugiaaukščių gelžbetoninių pastatų jungčių laikysena (Structural behaviour of multistorey concrete buildings), 2002 m., anglų kalba.

## Quelle
- Algirdas Kudzys. Visuotinė lietuvių enciklopedija, T. XI (Kremacija-Lenzo taisyklė). – Vilnius: Mokslo ir enciklopedijų leidybos institutas, 2007. 195 psl.

| Personendaten    | Personendaten          |
| ---------------- | ---------------------- |
| NAME             | Kudzys, Algirdas       |
| KURZBESCHREIBUNG | litauischer Politiker  |
| GEBURTSDATUM     | 24. Juli 1956          |
| GEBURTSORT       | Kaunas, Litauische SSR |